# Clan Akamatsu
Il clan Akamatsu (赤松氏?, Akamatsu-shi) fu un clan del Giappone feudale particolarmente influente durante il periodo Muromachi (1336-1467).

## Storia
Gli Akamatsu dichiaravano di discendere da Minamoto no Morifusa (morto 1077) e quindi dallo Seiwa Genji. Gli Akamatsu divennero potenti durante il periodo Muromachi grazie al loro capo Akamatsu Norimura. All'inizio sostenitore dell'imperatore Go-Daigo durante la restaurazione Kemmu, Norimura in seguito passò alla parte degli Ashikaga. Nel 1336 fu insignito del governatorato di Harima. All'epoca dello shōgun Yoshimitsu gli Akamatsu divennero shugo delle provincie di Harima, Bizen e Mimasaka e una delle quattro famiglie che fornirono membri del samurai-dokoro (servitori degli Ashikaga). L'assassinio di Ashikaga Yoshinori nel 1441 da parte di Akamatsu Mitsusuke provocò una risposta di diversi clan, capeggiati dagli Yamana. Successivamente, durante la guerra Ōnin, si schierarono con il clan Hosokawa.
Con l'avvento del periodo Sengoku il loro potere diminuì notevolmente. Vennero indeboliti da numerose ribellioni e alla fine divennero vassalli del clan Toyotomi.
Il clan Shinmen è discendente degli Akamatsu.

## Membri importanti del clan[2]
- Akamatsu Suefusa (赤松季房?) discendente di Minamoto no Morifusa di sesta generazione, fu il primo a prendere il nome Akamatsu, da un villaggio della provincia di Harima dove si stabilì e costruì il castello di Shirahata, attorno al 1110.

- Akamatsu Norimura (赤松則村?; 1277-1350) fervente membro della setta Zenshū, si rasò la testa quando era ancora giovane e prese il nome di Enshin col quale è principalmente noto. Nel 1333, per ordine del principe Morinaga, raccolse le sue truppe e marciò verso Kyoto, sconfisse Hōjō Nakatoki e catturò lo Rokuhara Tandai; poco dopo l'Imperatore Go-Daigo rientrò nella capitale e ricompensò Norimura conferendogli il titolo di shugo della provincia di Harima. Tuttavia poco dopo fu privato della sua provincia e limitato al possesso del solo feudo di Sayo. Arrabbiato per l'affronto Norimura cambiò alleanza con il clan Ashikaga e divenne avversario della dinastia meridionale durante la restaurazione Kemmu. Mentre Ashikaga Takauji si apprestava a radunare le truppe nel Kyūshū, Norimura mantenne le posizioni conquistate da Nitta Yoshisada; poi, tornando verso est con Takauji, combatté a Minato-gawa (1336). Fu il capostipite del clan Bessho.

- Akamatsu Norisuke (赤松範資?; 1312-1371) figlio di Norimura, era un bonzo di Hiei-zan; ma, in risposta all'appello del principe Morinaga, gettò la sua veste religiosa, e con suo padre, raccolse truppe per scontrarsi con il clan Hōjō. Successivamente seguì Norimura nel campo settentrionale e, alla sua morte, divenne governatore di Harima.

- Akamatsu Yoshinori (赤松義則?; 1358-1427) nominato ministro da Ashikaga Yoshimitsu, guidò le sue truppe contro il clan Yamana (1391) e conquistò la provincia di Mimasaka e molti distretti delle provincie di Inaba e Tajima. Dopo che Yoshimitsu divenne monaco anche Yoshinori fece altrettanto.

- Akamatsu Mitsusuke (赤松満祐?; 1381-1441) succedette al padre Yoshinori, ma un suo parente Mochisada aveva irritato lo shōgun Ashikaga Yoshimochi, che gli mandò contro le truppe di Hosokawa Mochimoto e Yamana Tokinori. Tuttavia la maggior parte dei daimyō si schierò con Mitsusuke e quindi lo shōgun gli lasciò il suo feudo. Moschisada fu costretto a commettere seppuku. Poco dopo Yoshimochi si fece monaco e divenne shōgun suo fratello Yoshinori; Sadamura, figlio di Mochisada, convinse il nuovo shōgun ad attaccare Mitsusuke. Venuto a conoscenza del piano da suo figlio, Mitsusuke invitò Yoshinori ad una festa e lo uccise, fuggendo al castello di Shirahata dove si barricò. Presto venne messo sotto assedio da Hosokawa Mochiyuki, Akamatsu Sadamura, Takeda Nobutaka, Yamana Mochitoyo ed altri. Mitsusuke si uccise quando il castello era perso e lo seguì anche il figlio Noriyasu.

- Akamatsu Masanori (赤松正則?; morto 1577) figlio di Akamatsu Masamoto e cugino di Akamatsu Yoshisuke. Aveva una reputazione di generale esigente e fiero. Governava il castello di Kôzuki nella provincia di Harima e venne attaccato dal clan Oda (guidato da Hashiba Hideyoshi) verso la fine del 1577. Masanori resistette con fermezza durante l'assedio di Kōzuki ma quando una forza di soccorso inviata dagli Ukita fu respinta, l'esercito degli Oda lanciò attacco totale al castello. Masanori uccise la sua famiglia prima di suicidarsi e morì assieme a circa 1.000 dei suoi uomini.

- Akamatsu Norifusa (赤松則房?; 1559-1598) figlio di Akamatsu Yoshisuke. Dopo essersi sottomesso al clan Oda servì Toyotomi Hideyoshi e partecipò alla battaglia di Shizugatake, alla campagna di Komaki, all'invasione di Shikoku del 1585 e all'invasione coreana del 1592. Norifusa ricevette un feudo di 10.000 koku nel distretto di Itano nella provincia di Awa. Dopo la morte di Norifusa suo figlio Norihide (赤松則英?) si schierò con Ishida Mitsunari durante la campagna di Sekigahara e venne costretto al seppuku dopo la sconfitta dell'armata occidentale, mettendo fine alla storia del clan.